# Sue Lyon

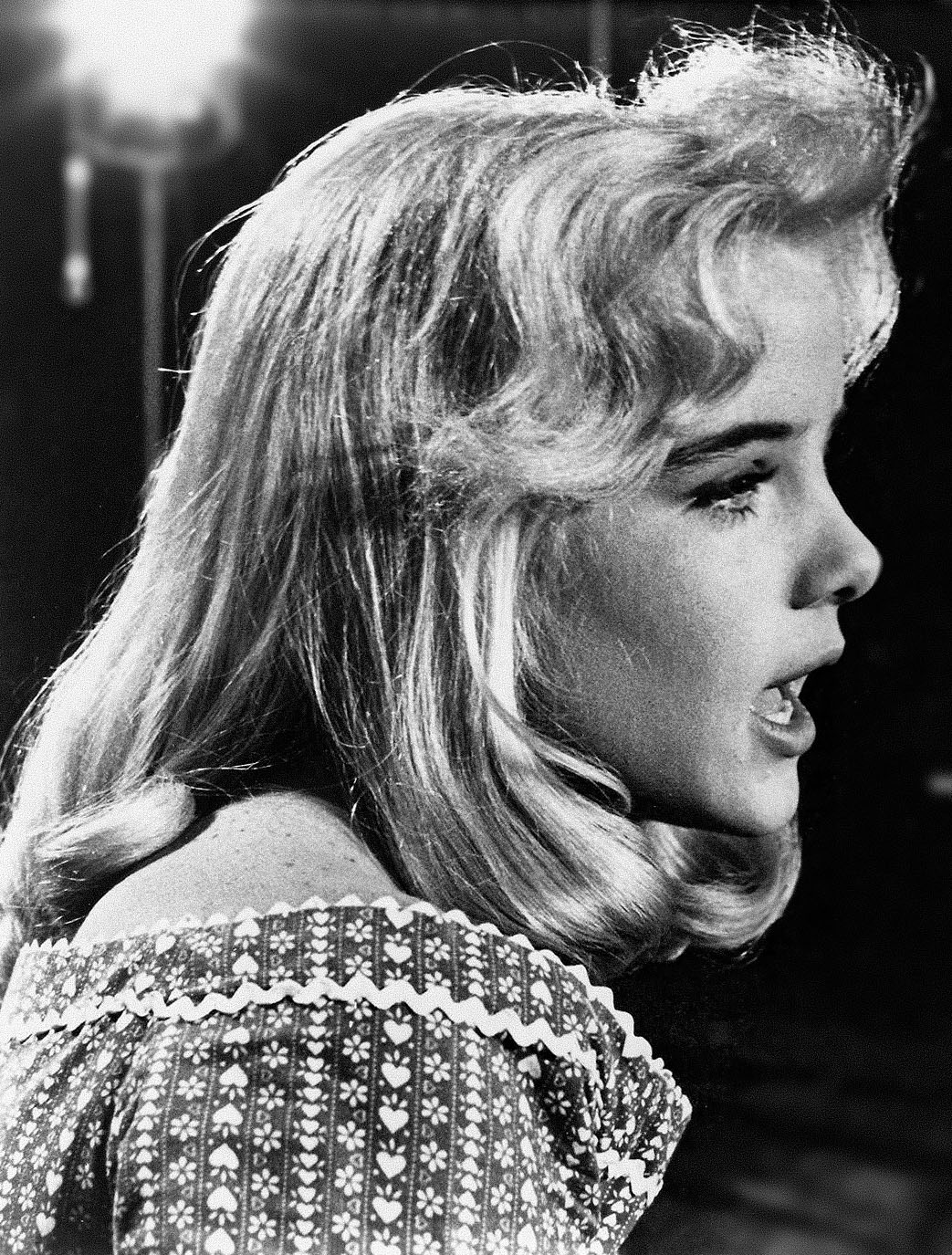
Sue Lyon în rolul Lolitei

Suellyn „Sue” Lyon (n. 10 iulie 1946, Davenport⁠(d), Iowa, SUA – d. 26 decembrie 2019, Los Angeles, California, SUA) a fost o actriță americană. S-a alăturat industriei divertismentului ca model la vârsta de 13 ani, iar ulterior a ajuns celebră și a câștigat un Glob de Aur pentru rolul principal din filmul Lolita (1962). Printre alte apariții ale sale în filme, notabile sunt The Night of the Iguana (1964), 7 Women (1966), Tony Rome (1967) și Evel Knievel (1971). 

## Viața și cariera
Suellyn Lyon s-a născut pe 10 iulie 1946, în Davenport, Iowa. Când avea 14 ani, a fost distribuită în rolul lui Dolores „Lolita” Haze în filmul lui Stanley Kubrick, Lolita (1962). Unul din motivele pentru care a fost aleasă în acest rol a fost acela că producătorii de filme au trebuit să distribuie o adolescentă mai în vârstă comparativ cu cea a copilul de 12 ani, vârsta fetiței din romanul Lolita al lui Vladimir Nabokov. Deși filmul lui Kubrick a modificat povestea pentru a nu încălca codul de producție de la Hollywood, acesta a fost unul dintre cele mai controversate filme ale momentului.

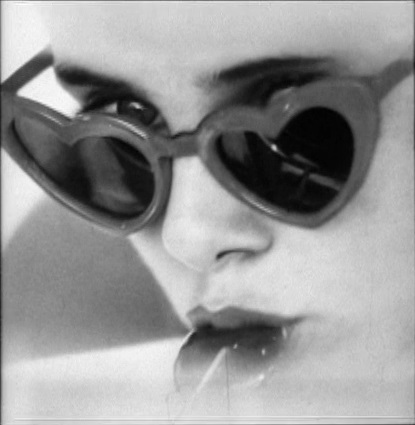
Sue Lyon în rolul Lolitei

Lyon avea 15 ani când filmul a avut premiera în iunie 1962. A devenit instantaneu celebră e și a câștigat un premiu Globul de Aur pentru cel mai promițător debut feminin. A înregistrat două melodii pentru film, lansate pe un disc MGM de 45 de rpm. Piesa „Lolita Ya Ya” (Riddle–Harris) a apărut pe fața A, iar „Turn Off the Moon” (Stillman–Harris) a apărut pe fața B.
În 1963, Lyon a fost distribuită ca o adolescentă seducătoare în filmul Noaptea iguanei (1964) a lui John Huston, concurând pentru afecțiunea predicatorului fanatic jucat de Richard Burton, alături de actori precum Deborah Kerr și Ava Gardner.
În 1965, ea a jucat rolul unei misionare în 7 Women, ultimul lungmetraj al regizorului John Ford. Lyon a mai jucat în rolul principal feminin din comedia The Flim-Flam Man (1967) și a avut un rol secundar în Tony Rome (1967), alături de Frank Sinatra  A interpretat-o pe soția lui Evel Knievel în filmul Evel Knievel (1971).
În anii '70, a jucat în principal roluri secundare. În ultimul film, a jucat rolul unui reporter în Alligator (1980).
Lyon a murit la 73 de ani în Studio City pe 26 decembrie 2019.

## Filmografie

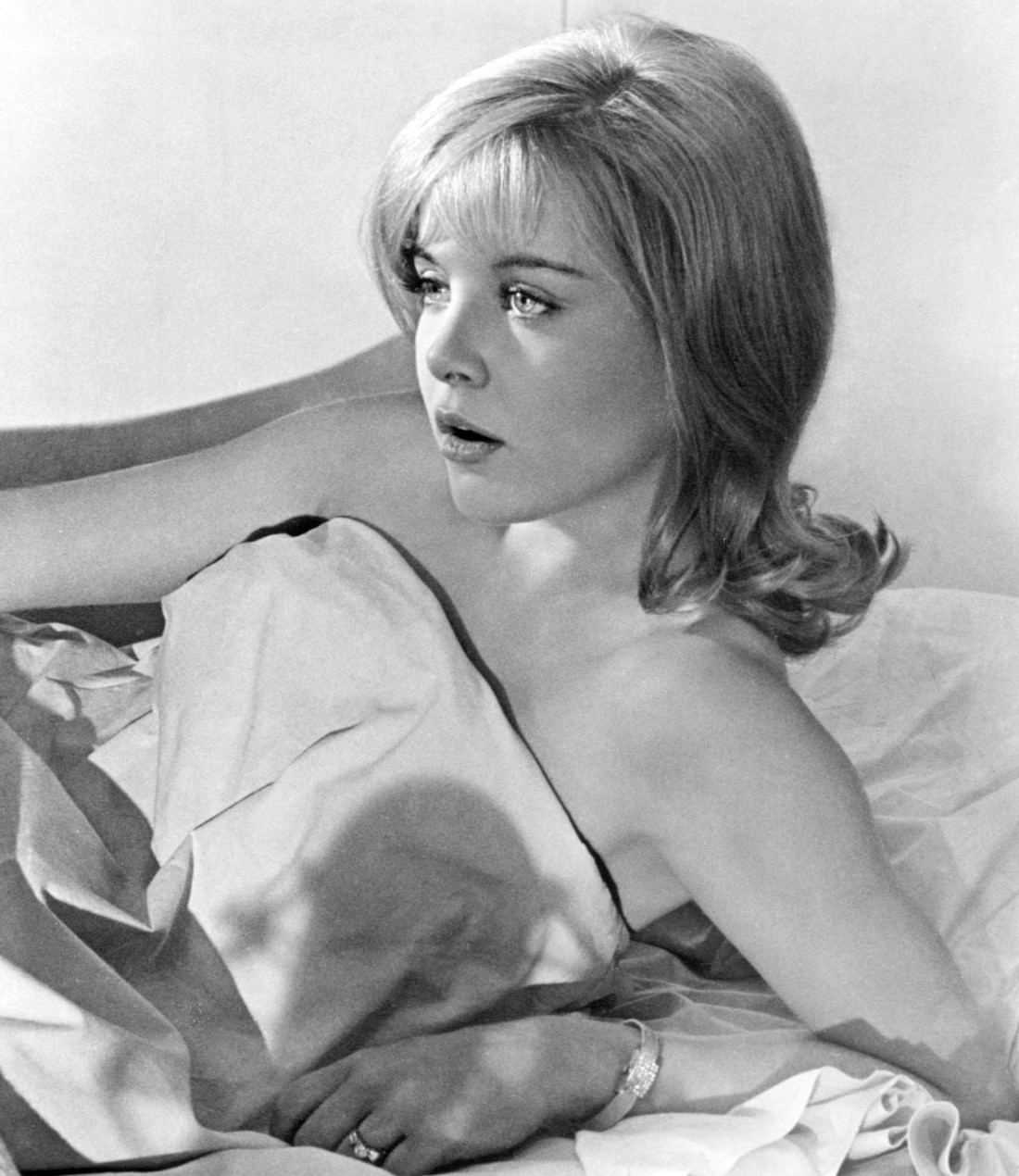
Sue Lyon în filmul Tony Rome (1967)

Surse:

### Film
- 1962 Lolita, regia Stanley Kubrick : Dolores „Lolita” Haze
- 1964 Noaptea iguanei (The Night of the Iguana) : Charlotte Goodall
- 1966 Șapte femei (7 Women), regia John Ford : Emma Clark
- 1967 The Flim-Flam Man, regia Irvin Kershner : Bonnie Lee Packard
- 1967 Tony Rome, regia Gordon Douglas : Diana Pines
- 1969 Arsenic and Old Lace, regia Robert Scheerer : Elaine Harper (film TV)
- 1969 Four Rode Out, regia di John Peyser : Myra Polsen
- 1970 But I Don't Want to Get Married!, regia Jerry Paris : Laura (film TV)
- 1971 Evel Knievel, regia Marvin J. Chomsky : Linda
- 1971 Murder in a Blue World : Ana Vernia
- 1973 Tarot, regia José María Forqué : Angela
- 1976 Smash-Up on Interstate 5, regia John Llewellyn Moxey : Burnsey (film TV)
- 1976 Crash!, regia Charles Band : Kim Denne
- 1977 End of the World, regia John Hayes : Sylvia Boran
- 1977 Don't Push, I'll Charge When I'm Ready : Wendy Sutherland (film TV din 1969)
- 1978 The Astral Factor, regia John Florea : Darlene DeLong
- 1978 Towing, regia Maura Smith : Lynn
- 1980 Aligatorul, regia Lewis Teague : jurnalista de la postul TV ABC (ultimul ei film)

### Televiziune
| An        | Titlu                | Rol                | Note |
| --------- | -------------------- | ------------------ | --- |
| 1959      | Letter to Loretta    | Laurie             | un episod („Alien Love”) ca Suellyn Lyon |
| 1969–1974 | Love, American Style | Barbara Eric Julie | două episoade („Love and the Extra Job/Love and the Flying Finletters/Love and the Golden Worm/Love and the Itchy Condition/Love and the Patrolperson”, „Love and the Medium/Love and the Bed/Love and the High School Flop-Out”) |
| 1970      | The Virginian        | Belinda Ballard    | un episod („Experiment at New Life”) |
| 1971      | Men at Law           | Bunny Phillips     | un episod („Marathon”) |
| 1971      | Night Gallery        | Betsy              | un episod („The Boy Who Predicted Earthquakes/Miss Lovecraft Sent Me/The Hand of Borgus Weems/Phantom of What Opera?”) |
| 1978      | Police Story         | Caroline           | un episod („River of Promises”) |
| 1978      | Fantasy Island       | Jill Nolan         | un episod („Reunion/Anniversary”) |

## Premii și nominalizări
- 1963 Premiul Globul de Aur în categoria Cea mai bună actriță debutantă (împreună cu Patty Duke și Rita Tushingham);
- 1963 Nominalizare la Premiul Laurel pentru Cea mai bună actriță debutantă;

## Legături externe
- Sue Lyon la Internet Movie Database